# Baudonivia
Baudonivia (fl. VI-VII secolo) è stata una religiosa e biografa franca.

## Biografia
Baudonivia visse a Poitiers, nel monastero di Notre-Dame (poi Sainte-Croix) - istituito dalla regina Radegonda - tra il VI e il VII secolo. Non esiste altra notizia sicura su di lei, ma certamente era alfabetizzata e conosceva i Testi Sacri e parte della tradizione letteraria agiografica precedente (era assidua lettrice di Venanzio Fortunato e dell'anonima Vita Caesarii).

## Opere
Baudonivia risulta autrice di una sola opera, la Vita Radegundis. Si tratta tuttavia di un caso letterario straordinario: è l'unico testo sopravvissuto scritto in latino da una donna tra VI e VII secolo che esuli dal genere epistolografico; esso si fonda inoltre su una peculiare triade femminile, poiché è la biografia di una santa, redatta da una monaca e commissionata da una badessa (Dedimia di Sainte-Croix).
Fin dalle prime righe della praefatio Baudonivia avverte che la sua Vita di Radegonda è un "liber secundus", cioè un secondo volume, che segue una prima agiografia dedicata alla beata regina e vergata da Venanzio Fortunato. Venanzio, infatti, per tema di prolissità, ha tralasciato di raccontare alcuni episodi delle vicende di Radegonda e Baudonivia si ripromette di colmare tali lacune. In realtà, dietro al topos di modestia si cela un'opera che cattura un profilo piuttosto diverso della santa, dal momento che si concentra meno sull'aspetto penitenziale dell'esperienza monastica e più sul protagonismo politico della domina, sul suo ruolo di signora di abbazia e sulla sua capacità di intessere relazioni diplomatiche con i potenti dell'epoca (dai sovrani Sigeberto e Brunechilde al basileus Giustino II). È il ritratto di una mater regni.
Non solo, Baudonivia si sofferma persino sulle visiones di Radegonda, un aspetto completamente estraneo all'agiografia venanziana, servendosi di immagini letterarie in cui il rapporto della beata con Cristo assume tratti di tenera sensualità, anticipando il fenomeno del misticismo di almeno quattro secoli.
L'occasione che spinse la badessa Dedimia a commissionare una seconda agiografia di Radegonda a distanza di pochi decenni dalla prima è eminentemente storica: tra il 589 e il 590 tra le mura del monastero di Sainte-Croix si consuma un episodio passato alla Storia con il nome di "Scandalo di Poitiers" e narrato diffusamente nella Historia Francorum di Gregorio di Tours.
Un gruppo di monache d'alto lignaggio insubordinate, ribelli all'allora badessa Leubovera, plebea di origine, aprì le porte a schiere di furfanti e malfattori e dovette intervenire il re d'Austrasia Childeberto II in persona a soffocare la rivolta. Per risollevare il buon nome dell'abbazia, l'erede di Leubovera, Dedimia appunto, chiese a Baudonivia di celebrare ancora una volta le lodi della santa fondatrice di Sainte-Croix, in una nuova agiografia che divenne anche un manifesto letterario per il monastero, il manuale dei valori fondamentali del chiostro pittavino.
Dal punto di vista stilistico l'autrice gioca al ribasso e si definisce minima omnium minimarum ("la più umile fra le umili"), minus docta, plus devota ("più devota che istruita"), parvum habens intelligentiae eloquium ("dotata di scarsa eloquenza"); spesso ricorre alla citazione per conferire autorevolezza al dettato (oltre ai Testi sacri sono numerose le citazioni da Venanzio e dalla Vita Caesarii). Eppure, la sua opera non è certo priva di dignità letteraria, dal momento che vi si riconoscono figure etimologiche, poliptoti, rime e assonanze, clausole ritmiche, accumulazioni sinonimiche e antitetiche. Il latino è talvolta incerto e in un caso ella ricorre perfino a un prestito germanico (felte), ma l'opera gode di una patina di sobria eleganza che non ha nulla da invidiare ai prodotti agiografici contemporanei.

### Studi
- C. Leonardi, Baudonivia, la biografa, in F. Bertini (a cura di), Medioevo al femminile, Roma-Bari, Editori Laterza, 1996, pp. 31-40.
- C. Leonardi, Fortunato e Baudonivia, in H. Mordek (Hrsg.), Aus Kirche und Reich. Studien zu Theologie, Politik und Recht im Mittelalter. Festschrift für F. Kempf, Sigmaringen, 1983, pp. 23-32.
- D. Manzoli, Per il “dossier” agiografico di santa Radegonda, in Hagiographica, n. 28 (2021), pp. 1-40.
- D. Manzoli, Baudonivia, Vita di Radegonda, in E. Bartoli, D. Manzoli, N. Tonelli (a cura di), Scrittrici del Medioevo. Un'antologia, Roma, Carocci Editore, 2023, pp. 229-232, 296-297.
- R. Barcellona, L’eredità di una regina. Radegonda e lo scandalo di Poitiers (589-590), Soveria Mannelli, Rubbettino, 2020.
- F.E. Consolino, Due agiografi per una regina, in Studi Storici, XXIX, 1988, pp. 143-159.
- J. Fontaine, Hagiographie et politique, de Sulpice Sévère à Venance Fortunat, in Revue d'histoire de l'Église de France, LXII, 1976, pp. 113-140.
- J. Leclercq, La Sainte Radegonde de Venance Fortunat et celle de Baudovinie, Fructus centesimus. Mélanges offerts à Gerard J. M. Bartelink à l'occasion de son soixante-cinquème anniversaire, Steinbrugge, 1989, pp. 207-216.
- S. Coates, Regendering Radegund? Fortunatus, Baudonivia and the problem of Female Sanctity in Merovingian Gaul, in Studies in Church History, vol. 59, 1998, pp. 37-50.

### Edizioni
De vita sanctae Radegundis libri II, ed. B. Krusch, MGH, Scriptores rerum Merovingicarum, II, Hannoverae, 1888, pp. 377-395.

### Traduzioni
- R. Aigrain, Vie de sainte Radegonde, reine de France, par saint Fortunat –Traduction publiée avec une introduction, des appendices et des notes, Parigi, 1910 (FRANCESE).
- Y. Labande-Mailfert, Histoire de l’abbaye Sainte-Croix de Poitiers: quatorzie siècles de vie monastique, Poitiers, Societé des Antiquaires de l'Ouest, 1987 (FRANCESE).
- M. Thiébaux, The Writings of Medieval Women, New York and London, Garland Publishing, 1987 (INGLESE).
- J.A. McNamara, J.E. Halborg, G. Whatley, Sainted Women of the Dark Ages, Durham e Londra, Duke University Press, 1992 (INGLESE).
- P. Santorelli, La Vita Radegundis di Baudonivia, Napoli, M. D’Auria Editore, 1999 (ITALIANO).